# Thomas Moore

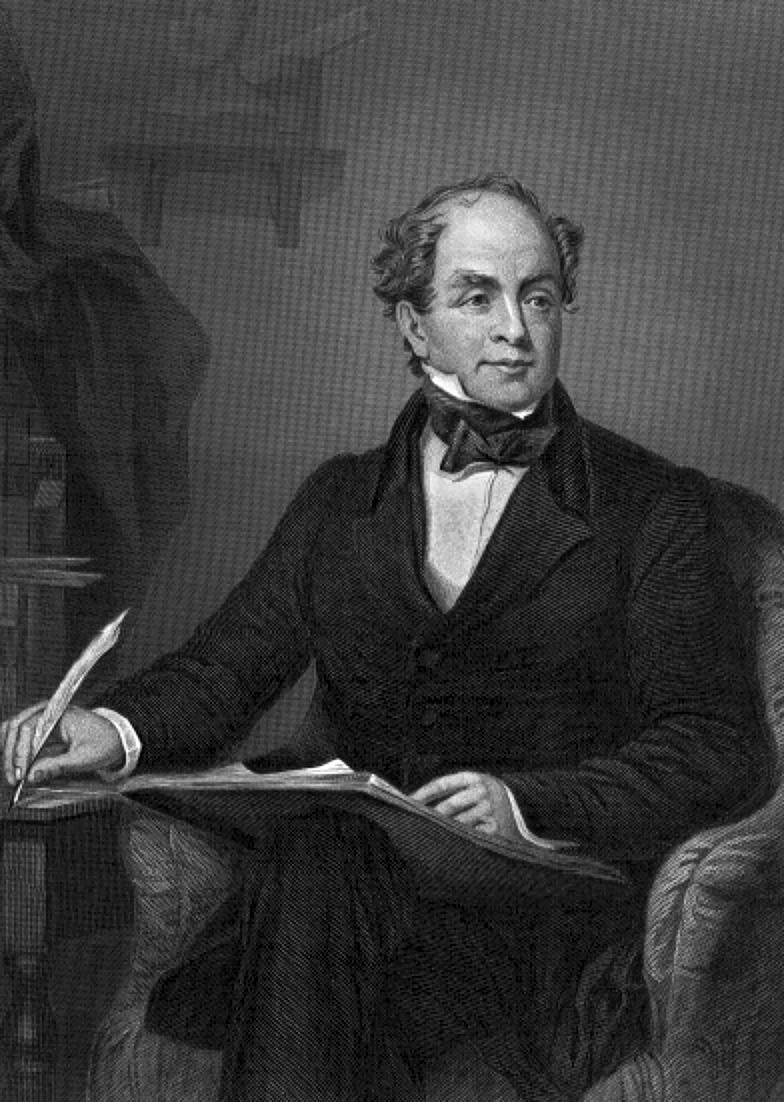
Thomas Moore.

Thomas Moore, född 28 maj 1779 i Dublin, död 25 februari 1852 i Bromham, Wiltshire, var en irländsk poet.

## Biografi
Moore var vän med den irländske upprorsledaren Robert Emmet som han besjöng. År 1799 flyttade han till London, där han strax gjorde sig gällande tack vare sina sällskapstalanger. År 1803 erhöll han en statstjänst på Bermuda, som han dock snart lämnade. Moore var en lyckosam vissångare, som i likhet med skotten Robert Burns upptog sin hembygds melodier och skrev text till dessa, utgivna i Irish melodies (1807-34, svensk översättning i urval av Johan Erik Rydqvist och en fullständigare utgåva av Carl Rupert Nyblom, 1858). Denna melodiösa och inte alltför svårtillgängliga diktning skaffade honom en stor popularitet. Särskilt gripande upplevdes hans irländska frihetspatos. Mycket beundrad blev också Lalla Rookh (1817, svensk översättning av Lars Arnell 1829-30, 2:a upplagan 1860), en orientalisk versberättelse i Walter Scotts och Lord Byrons stil, bestående av fyra dikter, infattade i en prosaram. Den mest anslående är Paradise and the peri (svensk översättning av Erik Sjöberg 1825). Eggad av framgången författade Moore ett likartat diktverk, The loves of the angels (1822, svensk översättning av Victor August Altén 1848 och Erik Fahlcrantz 1864). Moore, som kände orienten endast genom böcker, skapade särskilt i Lalla Rookh ett bravurstycke, vars exotiska prakt förtjuste samtiden men som kanske inte hade mycket med det verkliga orienten att göra. Med realismens intåg förlorade Moore mycket av sin popularitet. I sin samtid jämställdes han med Byron och Walter Scott, och blev mycket läst även i Sverige. Moore var en musikalisk natur och ägde vinnande egenskaper, lättrörd känsla. Hans lyrik kom att stå sig bättre i kommande generationers ögon än hans romankonst. Som nära vän till Byron författade Moore med användning av dennes brev och dagböcker en biografi, The letters and journals of Lord Byron (2 band, 1830) som har ansetts klassisk. Memoirs, journal and correspondence of Thomas Moore utgavs av John Russell.